# Eriotheca pubescens
Eriotheca pubescens là một loài thực vật có hoa trong họ Cẩm quỳ. Loài này được (Mart. & Zucc.) Schott & Endl. mô tả khoa học đầu tiên năm 1832.